# Onthophagus anisocerus
Onthophagus anisocerus là một loài bọ cánh cứng trong họ Bọ hung (Scarabaeidae).